# Спаркілл (Нью-Йорк)
Спаркілл (англ. Sparkill) — переписна місцевість (CDP) в США, в окрузі Рокленд штату Нью-Йорк. Населення — 1581 особа (2020).

## Географія
Спаркілл розташований за координатами 41°1′44″ пн. ш. 73°56′0″ зх. д. / 41.02889° пн. ш. 73.93333° зх. д. (41.028908, -73.933288).  За даними Бюро перепису населення США в 2010 році переписна місцевість мала площу 1,37 км², уся площа — суходіл.

## Демографія
Згідно з переписом 2010 року, у переписній місцевості мешкало 1565 осіб у 504 домогосподарствах у складі 415 родин. Густота населення становила 1141 особа/км².  Було 524 помешкання (382/км²).
Расовий склад населення:
| - 83,2 % — білих - 9,8 % — азіатів - 2,0 % — чорних або афроамериканців - 0,1 % — корінних американців - 2,5 % — осіб інших рас |

До двох чи більше рас належало 2,4 %. Частка іспаномовних становила 12,2 % від усіх жителів.
За віковим діапазоном населення розподілялося таким чином: 27,3 % — особи молодші 18 років, 58,5 % — особи у віці 18—64 років, 14,2 % — особи у віці 65 років та старші. Медіана віку мешканця становила 39,9 року. На 100 осіб жіночої статі у переписній місцевості припадало 96,9 чоловіків;  на 100 жінок у віці від 18 років та старших — 99,5 чоловіків також старших 18 років.
Середній дохід на одне домашнє господарство  становив 116 099 доларів США (медіана — 100 481), а середній дохід на одну сім'ю — 129 780 доларів (медіана — 122 656). Медіана доходів становила 76 652 долари для чоловіків та 60 385 доларів для жінок. За межею бідності перебувало 9,7 % осіб, у тому числі 12,8 % дітей у віці до 18 років та 5,4 % осіб у віці 65 років та старших.
Цивільне працевлаштоване населення становило 753 особи. Основні галузі зайнятості: освіта, охорона здоров'я та соціальна допомога — 28,3 %, фінанси, страхування та нерухомість — 11,6 %, роздрібна торгівля — 11,2 %.